# Vitória Régia Discos
Vitória Régia Discos (de 1975 até 1982 conhecida como Seroma) é uma gravadora independente fundada em 1975 pelo cantor e compositor Tim Maia (falecido em 1998).

## Antecedentes
Foi quando Roberto Carlos gravou a música de Tim, Não Vou Ficar, em 1969, que o compositor percebeu como funcionava a indústria cultural musical: as editoras musicais faziam o papel de intermediário entre o compositor e o órgão arrecadador de direitos autorais, ficando com uma comissão que podia passar de trinta por cento. Naquele momento, Tim decidiu que, quando gravasse seu disco editaria todas as músicas por sua própria editora, que viria a se chamar Seroma, sigla extraída das iniciais do seu nome: Sebastião Rodrigues Maia.

## História
Artista com histórico de problemas com as gravadoras. Em 1975, convertido à seita Cultura Racional, gravou e lançou os dois volumes "Tim Maia Racional", o primeiro no mesmo ano e o segundo no ano seguinte, pela Seroma. Em 1976, lançou também o álbum Tim Maia em Inglês e, anos mais tarde, em 1982, lançou o LP Nuvens. Nos anos 90, lançaria Tim Maia Interpreta Clássicos da Bossa Nova, Voltou Clarear, Nova Era Glacial, Tim Maia & Os Cariocas: Amigos do Rei, Pro meu Grande Amor, What a Wonderful World, Só Você (Para Ouvir e Dançar), Sorriso de Criança e Tim Maia ao Vivo II, todos pela Vitória Régia Discos.

## Lançamentos

### Seroma
- 1975 - Tim Maia Racional, Vol. 1
- 1976 - Tim Maia Racional, Vol. 2
- 1976 - Tim Maia em Inglês
- 1982 - Nuvens

### Vitória Régia Discos
- 1990 - Tim Maia Interpreta Clássicos da Bossa Nova
- 1994 - Voltou Clarear
- 1995 - Nova Era Glacial
- 1997 - Tim Maia & Os Cariocas: Amigos do Rei
- 1997 - Pro meu Grande Amor
- 1997 - What a Wonderful World
- 1997 - Só Você (Para Ouvir e Dançar)
- 1997 - Sorriso de Criança
- 1998 - Tim Maia ao Vivo II